# Vlag van Corrèze

Vlag van Corrèze

De vlag van Corrèze is de niet-officiële vlag van het Franse departement Corrèze. Net als de meeste andere departementen van Frankrijk heeft Corrèze geen officiële vlag, maar wordt de hier rechts afgebeelde vlag op niet-officiële wijze gebruikt. De vlag is afgeleid van het wapen van dit departement.
De vlag is verdeeld in vier kwadranten, elk met verschillende heraldische symbolen en kleuren:
1. Linksboven: Twee rode leeuwen op een gele achtergrond.
2. Rechtsboven: Een schaakbordpatroon in rood en geel.
3. Linksonder: Schuine rode strepen op een gele achtergrond.
4. Rechtsonder: Drie blauwe leeuwen met rode klauwen en tongen op een gele achtergrond.

Het ontwerp is een combinatie van de wapens van Comborn, Ventadour, Turenne en Limoges. De vlag is geïnspireerd naar het officiële wapen van het departement dat op 11 januari 1975 aangenomen door de Algemene Raad.
Naast deze vlag is er een logovlag in gebruik.

Wapen van Comborn
Wapen van Ventadour
Wapen van Turenne
Wapen van Limoges
Logovlag